# Маракеш (рапър)
Маракèш (на италиански: Marracash), псевдоним на Фàбио Бàртоло Рѝцо (на италиански: Fabio Bartolo Rizzo; * 22 май 1979 в Никозия, Италия), е италиански рапър и музикален продуцент.
Той дебютира през 2005 г. със самостоятелно продуцирания микстейп Roccia Music I, в който участва колективът Дого Генг и други изпълнители от италианската хип-хоп сцена. Микстейпът получава значителен отзвук в ъндърграунд хип-хоп сцената и води Маракеш до подписване на звукозаписен договор с Юнивърсъл Мюзик, с която през 2008 г. той издава първия си самостоятелен албум - едноименния Marracash.
През 2013 г. той основава заедно с продуцента Шабло независимия звукозаписен лейбъл Роча Мюзик (Roccia Music), който включва утвърдени и нововъзникващи фигури на италианския хип-хоп, включително рапъри, продуценти и диджеи.
През 2020 г. албумът му Persona от 2019 г. е най-продаваният в Италия.

## Биография
Фабио Рицо е роден в град Никозия, Сицилия от майка чистачка и баща шофьор на камион. Има по-малък брат. Впоследствие семейството се мести в Милано в предградието Барона. До 10-годишна възраст живее в блок на ул. Браманте, като за определен период е в гарсониера, която баща му споделя с петима колеги, а по-късно е настанен с майка си в скромен апартамент в същата сграда.
След като получава училищна диплома за електронен специалист, Рицо записва първите си строфи под псевдонима Юца деле Нуволе (Juza delle Nuvole), който се появява в демото от 1999 г. The Royal Rumble на Продиджо заедно с Джейк Ла Фурия, Гуе Пекеньо, Винченцо да Виа Анфоси и Дарджен Д'Амико. Сценичното име Mаракеш е окончателно прието от музиканта, тъй като като малък, бидейки сицилианец и с изразително лице, другите деца го наричат мароканец. Той страда от лека форма на биполярно разстройство, което е една от най-често повтарящите се теми в песните му.
В телевизионно интервю за канал All Music от 7 юли 2008 г. той твърди, че като дете любимите му музиканти са Металика и 883.

## Кариера

### Roccia Music Iи Дого Генг (2004-2007)
Дебютът му е през 2004 г. в микстейпа PMC VS Club Dogo - The Official Mixtape, роден от сътрудничеството между Клуб Дого от Милано и Порционе Масича Кру от Болоня. През същата година е основаван колективът Дого Генг, в рамките на който активизмът на Maракеш  се консолидира постепенно, маркирайки нов етап с участието в Regular - албумът на Дон Джо и Гранд Ейджънт и Hashishinz Sound Vol. 1 на Гуе Пекеньо и Делетерио.
През 2005 г. с лейбъла Ареа ди Контаджо (Area Di Contagio) Маракеш пуска Popular - сингъл, продуциран от Дон Джо, достъпен за безплатно теглене за потребителите на мрежата. Песента предшества издаването на микстейпа Roccia Music I със сътрудничеството на Дого Генг (Клуб Дого, Винченцо да Виа Анфоси, Делетерио и Тед Бъни), както и гости като Иноки, Ко'Санг, Рискио, Шабло, Миза и Роял Мехди. Дискът съдържа и ремикса на Popolare, направен от Баси Маестро.
През 2007 г. Маракеш придружава Клуб Дого при издигането им в мейнстрийма. През същата година участва в диска Struggle Music (Диджей Шока и Франк Сичилиано) в песента Con i soldi in testa („С пари в главата“).

### АлбумиMarracashиFino a qui tutto bene(2008-2010)
На 13 юни 2008 г. излиза първият самостоятелен албум на рапъра, издаден от голямата група Юнивърсъл – Marracash. Основите на албума са поверени на Дон Джо и Делетерио, вътрешни бийтмейкъри на Дого Генг, гостите са Гуе Пекеньо и Джей Акс в парчето Fattore Wow!, Винченцо да Виа Анфоси и Джейк Ла Фурия в песента Quello Che Deve Arrivare (Arriva Arriva) („Онова, което трябва да дойде (Идва идва)“) и неаполитанците Ко'Санг в парчето Triste ma vero („Тъжно, но вярно“). От диска са извадени два сингъла: Badabum Cha Cha (станал летен хит) и Estate in città („Лято в града“). На 24 октомври излиза сингълът Non confondermi („Не ме обърквай“), който предшества излизането на преиздаването на албума Marracash с още две неиздавани песни: La mia prigione („Моят затвор“) и La via di Carlito („Пътят на Карлито“). Последният сингъл от албума е Tutto questo („Всичко това“). През 2008 г. Mаракеш създава и музикалната тема за радиопредаването Пинокио на Radio Deejay.
През 2009 г. той участва заедно с 55 други италиански певци в реализацията на Domani 21 / 04.2009 - песен с благотворителна цел в памет на жертвите на земетресението в Акуила през 2009 г.
Към края на 2009 г. излиза песента Cani pazzi („Луди кучета“), която предшества втория албум на Maракеш Fino a qui tutto bene („Дотук всичко е добре“). На 8 май 2010 г. първият сингъл Stupido („Глупав“) е представен на наградите TRL 2010. Албумът излиза на 13 юли 2010 г. и съдържа сътрудничество с Джузи Ферери (Rivincita) и Фабри Фибра (Stupidi).
В същия период Маракеш отново си сътрудничи с Фабри Фибра върху сингъла Qualcuno normale („Някой нормален“) от албума на Фибра Controcultura.
През 2010 г. Маракeш написва тематичната песен за телевизионната програма  по Rai 3 GAP. На 26 септември 2010 г. участва с Фабри Фибра в музикалния фестивал Woodstock 5 Star, организиран в град Чезена от блога на Бепе Грило и излъчен от националния телевизионен канал Play.me, който стартира началото си именно с това предаване на живо.

### АлбумKing del rapи лейбъл Роча Мюзик (2011-2012)
На 31 октомври 2011 г. Maракеш издава третия си албум King del rap, включващ участието на различни изпълнители, принадлежащи към италианската хип-хоп сцена, като Фабри Фибра, Джейк Ла Фурия и Гуе Пекеньо от Клуб Дого, Джей Акс и Ко'Санг. За да популяризира албума, през септември изпълнителят представя едноименния сингъл King del rap („Крал на рапа“), а в средата на октомври микстейпа Rocca Music II, предоставен безплатно за една седмица и съдържащ първоначално десет песни,  който става достъпен в канала на рапъра в Ютюб през лятото.
След излизането на албума, на 22 декември Maракеш е водещ на първия епизод на MTV Spit - телевизионна програма, фокусирана върху рап битките между изпълнителите на ъндърграунд рап сцената. Във въпросния епизод, наречен Spit Gala някои от представителите на италианския рап присъстват като жури (Фабри Фибра, Клуб Дого и Джей Акс), а рапърите Клементино, Киаве, Енси и Ранкоре се изправят един срещу друг. Действителната програма стартира на 9 март 2012 г. по Ем Ти Ви.
През октомври 2012 г. Maракеш обявява основаването на Роча Мюзик (Roccia Music) - независим звукозаписен лейбъл.

### АлбумStatus(2013-2015)
На 18 януари 2013 г. в програмата The Flow, Maракеш обявява, че работи по четвъртия си студиен албум, чието излизане е планирано за края на 2013 г. На 21 юни 2013 г. рапърът обявява в Twitter, че е на снимачната площадка на нов видеоклип, а по-късно разкрива, че е това е летният сингъл La tipa del tipo („Момичето на момчето“), направен с Диджей Taйон и издаден на 28 юни.
През годината рапърът обявява издаването на Genesi - албум на Рoча Мюзик, който включва песни, записани от изпълнители, принадлежащи към колектива, включително самият Maракеш, и други извън като Джейк Ла Фурия и Гуе Пекеньо от Клуб Дого. Всичките песни от диска впоследствие са включени в дисковете, пуснати от лейбъла, като първият от тях е Achille Idol immortale на Акиле Лауро.
На 21 ноември 2013 г. рапърът пуска трейлър в Ютюб, в който обявява четвъртия си албум Status, първоначално планиран за 2014 г. На 6 май той пуска първия сингъл от албума, едноименния Status, и след това обявява отлагането на публикуването на албума за 20 януари 2015 г. Албумът дебютира на втора позиция в Италианската класация на албумите. От него са извадени четири други сингъла, два от които са пуснати по италианските радиостанции: In radio и Nella macchina („В колата“), като последният е направен в дует с италианския певец и автор на песни Нефа. In radio впоследствие е представен от рапъра по повод участието му в третото издание на Летния фестивал Кока-Кола и получава номинация за Наградата RTL 102.5 - награда „Песен на лятото“.
На 21 декември Maракеш обявява преиздаването на Status, наречено Vendetta Edition, състоящо се от допълнителен компактдиск, включващ неиздадени, ремиксирани и песни на живо, както и DVD с концерта от Каропонте в Милано. Появата на преизданието на 22 януари 2016 г. е предшествана от неиздадените сингли Catatonica и Niente canzoni d'amore („Без любовни песни“), съответно публикувани на 22 декември 2015 г. и 15 януари 2016 г. „Без любовни песни“ има добър успех в Италия, като е сертифицирана за платина от FIMI за над 50 хил. продадени копия.

### АлбумSanteriaи сътрудничеството с Гуе Пекеньо (2016-2018)
На 4 януари 2016 г. чрез социалните мрежи Маракеш обявява издаването на студиен албум заедно с Гуе Пекеньо. Издаден на 24 юни, албумът е озаглавен Santeria и се състои от 15 песни, включително от новаторския сингъл Nulla accade („Нищо не се случва“), издаден на 7 юни. Албумът, популяризиран също от сингъла Insta Lova и от видеоклипа на парчето Salvador Dali, впоследствие е преиздаден на 2 декември с добавяне на още неиздавани песни, включително сингъла Ninja.
На 31 март 2017 г. дуото издава албума на живо Santeria Live, съдържащ целия техен концерт в дискотека Алкатрас в Милано. На 3 юли е пуснат видеоклипът на песента Tony, последният взет от Santeria, който е заснет в Богота.
На 8 юни 2018 г. Маракeш обявява преиздаването на дебютния си албум на 22 юни. Озаглавен Marracash - 10 anni dopo, той съдържа втори диск, съставен от неиздавани песни, римейка на известни песни на рапъра като Badabum Cha Cha и Popolare, редки парчета и участието на рапърите Еркоми и Фабри Фибра.

### Сътрудничество и албумPersona(2019-2021)
Сингълът на Дон Джо FAKE излиза на 15 март 2019 г. с участието на Джейк Ла Фурия и Maракеш. За Маракеш песента е след дълъг период на отсъствие от музикалната сцена и от социалните мрежи, започнал малко след преиздаването на албума Marracash. Той се завръща с дълъг пост в Инстаграм на 16 май, в който в открита критика към света на социалните медии той заявява, че е почти завършил петия си албум и е приключил с първата си книга, написана изцяло от него самия.
На 12 юни 2019 г. излиза сингълът Margarita, направен заедно с Елоди. На 5 юли е ред на микстейпа Machete Mixtape 4, в който Maракеш присъства в сингъла Marylean в сътрудничество със Салмо и Нитро. През есента на същата година рапърът участва и в песните Fiori („Цветя“) на Джемитец и МедМен (включени в Scatola nera) и Occh1 Purpl3 на Tа Сюприм (от албума на Сюприм 23 6451).
На 31 октомври 2019 г. Maракеш издава петия си албум Persona („Човек“), популяризиран от сингъла Bravi a cadere - I polmoni („Добри в падането - белите дробове“). Той е добре приет от слушатели и критика и сп. Ролинг Стоун го класира като най-добрия италиански албум на годината. През 2020 г. албумът е най-продаваният в Италия.

### АлбумNoi, loro, gli altri(2021)
На 17 ноември 2021 г. Маракеш изненадващо съобщава в Инстаграм за своя седми студиен албум Noi, loro, gli altri („Ние, те, другите“), издаден два дена по-късно. Той се състои от 14 песни и е изцяло продуциран от Zef и Marz, като включва трима гости: Гуé Пекеньо, Калкута и Бланко. Първият сингъл от албума е Crazy Love, популяризиран от свързаното с него видео, в което Маракеш и тогавашната му приятелка Елоди се убиват взаимно.

## Противоречия
През 2006 г., когато Maракеш критикува начина на рапиране на Незли (брат на Фабри Фибра) чрез песента Popolare, между двамата започва съперничество. На следващата година всъщност Незли отговаря на Маракеш с песента La vita è solo una, обвинявайки го, че прави квартални рими и е бъбривец. Отговорът на Maракеш идва през 2008 г. с песента Dritto al punto („Точно в целта“), в която той отхвърля цитатите, направени от рапъра, който отговаря със сингъла Riot, затваряйки дебата. В интервю за hotmc.com обаче Незли отрича да е имал разногласия с Маракеш.
През лятото на 2013 г. певецът Повия публикува видео съобщение в канала си в Ютюб, адресирано до италианските рапъри от 21 век, като ги нарича обидно „rappaminkia“ и ги критикува, защото „те казват толкова много, че идват от гетото, след което правят видеоклипове в басейни с всички онези мадами“. След тези изявления някои рапъри, включително Маракеш, реагират на критиките с обиди и провокации, до такава степен, че Повия им отговаря във Фейсбук, че „има истински рапъри и рапаминкия“.
На 14 януари 2017 г., шест месеца след публикуването на Santeria, Maракеш и Гуе Пекеньо дават интервю за в. Кориере дела Сера, в което коментират музикалния стил, възприет от колегите Федец и Джей Акс по времето, близо до публикуването на албума на Федец Comunisti col Rolex,, критикувайки гореспоменатите изпълнители и обвинявайки ги, че маскират намерението си да правят цифри и пари с фалшиви добри намерения. Федец отговаря на обвиненията, като обяснява, че двамата рапъри нарочно критикуват дуото, за да имат видимост, и нарича Маракеш страхливец на модно ревю на Москино. Маракеш, говорейки за Федец като „джудже със синдром на Наполеон “, отрича казаното от Федец, твърдейки, че колегата му дори не е потърсил зрителен контакт с него по този повод, и иронизирайки избора му да присъства на ревютата с телохранители. В отговор Федец кани Маракеш да се свърже с него насаме, за да изяснят въпроса.

## Личен живот
От 2019 до 2021 г. има връзка с певицата Елоди, с която се запознава по повод дуета им Margarita.

## Дискография

### Като солист

#### Студийни албуми
- 2008 – Marracash
- 2010 – Fino a qui tutto bene
- 2011 – King del rap
- 2015 – Status
- 2016 – Santeria (c Гуе Пекеньо)
- 2019 – Persona
- 2021 – Noi, loro, gli altri

#### Концертни албуми
- 2017 – Santeria Live (c Гуе Пекеньо)

### C Дого Генг
- 2004 – PMC VS Club Dogo - The Official Mixtape
- 2008 – Benvenuti nella giungla

## Награди
- 2008 - Изпълнител на годината на срещата на независимите лейбъли[51]
- 2012 - Най-добро сътрудничество на Наградите за хип-хоп на Ем Ти Ви за песента Se il mondo fosse („Ако светът беше“), създадена с Eмис Кила, Клуб Дого & Джей Акс.[52]
- 2012 - Най-добър изпълнител на Наградите за хип -хоп[53]
- 2015 - Музикални награди Уинд 2015 - награда Златно CD за албума Status[54]